# United States Congress Joint Committee on Taxation
Das Joint Committee on Taxation ist ein gemeinsamer Ausschuss des US-Kongresses. Im Ausschuss sitzen fünf Mitglieder des Senats und fünf des Repräsentantenhauses. Sie stammen aus dem Senate Finance Committee beziehungsweise dem House Ways and Means Committee.
Die Pflichten des Ausschusses sind:
1. Die Verfahren, Effekte und die Verwaltung der Bundessteuern zu untersuchen
2. Möglichkeiten zu untersuchen, die Steuergesetzgebung einfacher zu machen
3. Berichte aufgrund dieser Untersuchungen zu verfassen
4. Jede Steuerrückzahlung und jeden Steuerkredit von über 2 Millionen USD kritisch zu begutachten

## Geschichte
Senator James J. Couzens beantragte 1924, dass der Senat einen nichtständigen Ausschuss schafft, um das Bureau of Internal Revenue zu untersuchen. Zu dieser Zeit existierten zahlreiche Berichte über Ineffizienz und Verschwendung innerhalb der Behörde, ebenso wie es zahlreiche Anschuldigungen gab, dass die Methode der Steuerrückzahlungen zahlreiche Anreize für Bestechung der Finanzbeamten böte. Eine der Kernaufgaben, die der damalige Ausschuss untersuchen sollte, war die Schätzung des Werts von Ölbohranlagen – es gab anscheinend kein System, keine Kohärenz und anscheinend auch keine kompetente Aufsicht über die Verfahren, die damals abliefen.
Nachdem der Senator 1925 öffentlich das Bureau beschuldigt hatte, dem Staat Millionen von Steuerdollar durch die bevorzugte Behandlung großer Firmen vorzuenthalten, teilte eben jenes Bureau ihm kurz danach mit, er solle 10 Millionen USD an persönlichen Steuern nachbezahlen. Zu jener Zeit galt Finanzminister Andrew W. Mellon als hauptverantwortlich dafür, diese Vergeltungsmaßnahme gegen Couzens durchgeführt zu haben. Mellon war Haupteigentümer von Gulf Oil, einer Firma, die maßgeblich durch die von Couzens angegriffenen Maßnahmen des Bureau profitiert hatte.
Die Untersuchungen des Senatsausschusses führten zum Revenue Act of 1926, der unter anderem vorsah, einen gemeinsamen Ausschuss zur Aufsicht über die Finanzbehörden zu schaffen. Eine ursprünglich vom Repräsentantenhaus ins Leben gerufene temporäre Kommission sollte die Arbeit der Finanzbehörden überwachen. Der Senat verschärfte den Vorschlag und schlug einen ständigen Ausschuss mit fest angestelltem Personal und einem weiteren Untersuchungsauftrag vor. Schließlich gelangte die Senatsversion in den Revenue Act.
Erster Chief of Staff des gemeinsamen Ausschusses war L. H. Parker, der schon in Senator Couzens' Untersuchungsausschuss leitender Beamter gewesen war. Der Ausschuss veröffentlichte seinen ersten Bericht über die Tätigkeit der Bundesfinanzbehörden am 31. Dezember 1927; er enthielt mehrere Vorschläge, um das Steuersystem zu vereinfachen und transparenter zu gestalten, unter anderem für die Einkommensteuer.
Seit 1928 haben sich die Steuerarten, die der Ausschuss untersucht, erhöht, ebenso wie das finanzielle Mindestlimit, bei dem er tätig wird, von $75.000 auf $2.000.000 anstieg.